# Kanton Ershausen

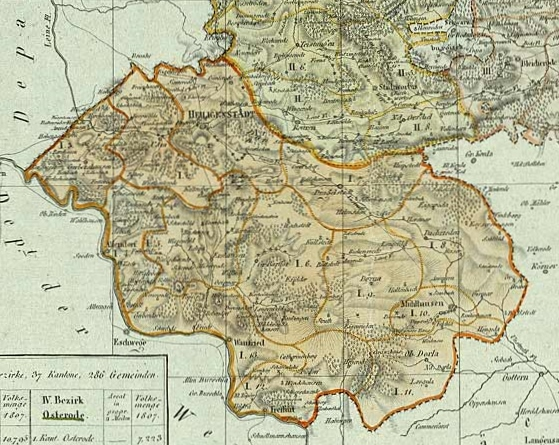
Der Kanton Ershausen im District Heiligenstadt

Der Kanton Ershausen  war eine Verwaltungseinheit im Distrikt Heiligenstadt des Departements des Harzes im napoleonischen Königreich Westphalen. Hauptort des Kantons und Sitz des Friedensgerichts war der Ort Ershausen im heutigen thüringischen Landkreis Eichsfeld. Der Kanton bestand aus 19 Orten des Obereichsfelds. Kantonmaire war Friedrich August Hartleben.
Zum Kanton gehörten die Ortschaften:

- Ershausen
- Misserode und Lehna, Schwobfeld mit Dieterode, Rüstungen
- Krombach, Bernterode mit Ascherode
- Flinsberg, Martinfeld, Wilbich, Sickerode
- Wiesenfeld, mit Hessel (Rittergut), Volkerode
- Pfaffschwende, Kella und Burg Greifenstein